# Kefersteinia lacerata
Kefersteinia lacerata är en orkidéart som beskrevs av Jack Archie Fowlie. Kefersteinia lacerata ingår i släktet Kefersteinia och familjen orkidéer. Inga underarter finns listade i Catalogue of Life.